# Huanuni

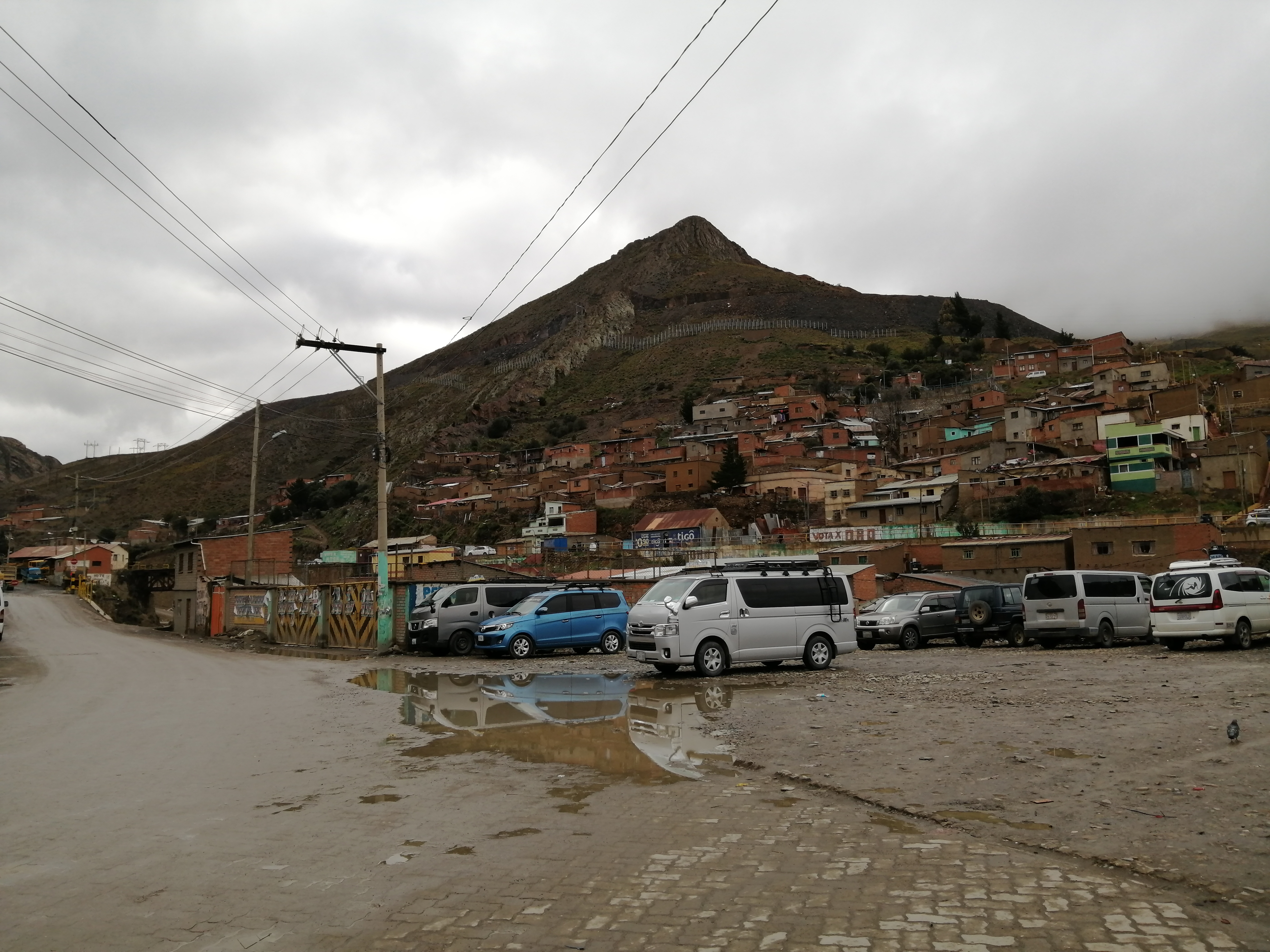
Foto de Huanuni

Huanuni é uma cidade boliviana localizada no departamento Oruro. De acordo com o censo de 2001, sua população era de 15.106 habitantes. Pela estimativa feita em 2006, a população chegava a 15.900 habitantes.